# Frank Moss (politiker)

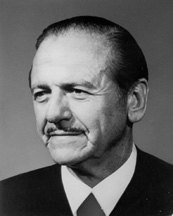
Frank Moss

Frank Edward Moss, född 23 september 1911 i Salt Lake City, död 29 januari 2003 i Salt Lake City, var en amerikansk demokratisk politiker. Han representerade delstaten Utah i USA:s senat 1959-1977.  Hittills är han den siste demokraten som representerar Utah i den amerikanska senaten.
Moss studerade vid University of Utah och avlade 1937 juristexamen vid George Washington University. Han tjänstgjorde i England i andra världskriget.
Moss besegrade sittande senatorn Arthur V. Watkins i senatsvalet 1958. Han omvaldes 1964 och 1970. Han besegrades 1976 av republikanen Orrin Hatch.
Moss var medlem i Jesu Kristi Kyrka av Sista Dagars Heliga. Hans grav finns på Salt Lake City Cemetery i Salt Lake City.